# Pernampattu
Pernampattu (o Peranampattu, Peranambattu, Pernambut) è una suddivisione dell'India, classificata come town panchayat, di 41.323 abitanti, situata nel distretto di Vellore, nello stato federato del Tamil Nadu. In base al numero di abitanti la città rientra nella classe III (da 20.000 a 49.999 persone).

## Geografia fisica
La città è situata a 12° 55' 60 N e 78° 43' 0 E e ha un'altitudine di 451 m s.l.m..

## Società

### Evoluzione demografica
Al censimento del 2001 la popolazione di Pernampattu assommava a 41.323 persone, delle quali 20.531 maschi e 20.792 femmine. I bambini di età inferiore o uguale ai sei anni assommavano a 6.332, dei quali 3.243 maschi e 3.089 femmine. Infine, coloro che erano in grado di saper almeno leggere e scrivere erano 24.183, dei quali 13.587 maschi e 10.596 femmine.